# Communauté de communes du Pays de Salars
La communauté de communes du Pays de Salars est une communauté de communes française, située dans le département de l'Aveyron et la région Occitanie.

## Historique
Elle est créée le 1er janvier 1997.
Le 1er janvier 2017, le périmètre de la communauté de communes est étendu aux communes de Comps-la-Grand-Ville et Salmiech.

## Territoire communautaire

### Composition
La communauté de communes est composée des 9 communes suivantes :

| Nom                    | Code Insee | Gentilé         | Superficie (km2) | Population (dernière pop. légale) | Densité (hab./km2) |
| ---------------------- | ---------- | --------------- | ---------------- | --------------------------------- | ------------------ |
| Pont-de-Salars (siège) | 12185      | Salarsipontains | 44,9             | 1 630 (2022)                      | 36                 |
| Agen-d'Aveyron         | 12001      | Agentols        | 22,35            | 1 120 (2022)                      | 50                 |
| Arques                 | 12010      | Arcasois        | 11,29            | 165 (2022)                        | 15                 |
| Comps-la-Grand-Ville   | 12073      | Compsiens       | 21,95            | 637 (2022)                        | 29                 |
| Flavin                 | 12102      | Flavinois       | 50,77            | 2 376 (2022)                      | 47                 |
| Prades-Salars          | 12188      | Pradiens        | 30,55            | 315 (2022)                        | 10                 |
| Salmiech               | 12255      | Salmiéchois     | 28,16            | 764 (2022)                        | 27                 |
| Trémouilles            | 12283      | Trémouillais    | 28,83            | 473 (2022)                        | 16                 |
| Le Vibal               | 12297      | Bisbaliens      | 25,92            | 524 (2022)                        | 20                 |

### Démographie
| 1968  | 1975  | 1982  | 1990  | 1999  | 2008  | 2013  | 2018  |
| ----- | ----- | ----- | ----- | ----- | ----- | ----- | ----- |
| 6 278 | 6 224 | 6 495 | 6 709 | 6 885 | 7 449 | 7 750 | 7 899 |

## Administration

### Siège
Le siège de la communauté de communes est situé à Pont-de-Salars.

### Les élus
Le conseil communautaire de la communauté de communes du Pays de Salars se compose de 23 conseillers représentant chacune des communes membres et élus pour une durée de six ans.
Ils sont répartis comme suit :
| Nombre de conseillers | Communes                                     |
| --------------------- | -------------------------------------------- |
| 7                     | Flavin                                       |
| 5                     | Pont-de-Salars                               |
| 3                     | Agen-d'Aveyron                               |
| 2                     | Comps-la-Grand-Ville, Salmiech               |
| 1                     | Arques, Prades-Salars, Trémouilles, Le Vibal |

### Présidence
| Période                                  | Période                         | Identité     | Étiquette | Qualité        |
| ---------------------------------------- | ------------------------------- | ------------ | --------- | -------------- |
| 2008                                     | En cours (au 16 septembre 2020) | Yves Regourd | UDI       | Maire du Vibal |
| Les données manquantes sont à compléter. |                                 |              |           |                |

### Compétences
- Compétences obligatoires
  - Aménagement de l'Espace Communautaire
  - Développement Économique
- Compétences facultatives choisies
  - Environnement : Collecte, élimination et valorisation des déchets
  - Politique du logement social
  - Voirie : Création ou aménagement et entretien de la voirie
  - Équipements : construction, entretien et fonctionnement d’équipement culturels et sportifs

### Régime fiscal et budget
Le régime fiscal de la communauté de communes est la fiscalité additionnelle sans fiscalité professionnelle de zone et sans fiscalité professionnelle sur les éoliennes.